# Marea letal
Marea letal (títol original en anglès, Dark Tide) és una pel·lícula estatunidenca de suspens i acció del 2012, dirigida per John Stockwell i produïda per Jeanette Buerling i Matthew I. Chausse. Escrita per Ronnie Christensen i Amy Sorlie, està basada en una història d'Amy Sorlie i és protagonitzada per Halle Berry, Olivier Martinez i Ralph Brown. S'ha doblat al català central per a TV3, i al valencià per a À Punt.

## Argument
Nou anys després de patir l'atac d'un gran tauró blanc, Brady (Halle Berry), una monitora de submarinisme, decideix fer front a la por i tornar a submergir-se en aigües profundes al costat del gran esqual, quan li fan una oferta irrebutjable per nedar entre taurons.

## Repartiment
- Halle Berry com Kate Mathieson.
- Olivier Martinez com Jeff Mathieson.
- Ralph Brown com Brady Ross.
- Luke Tyler com Luke Hadley.
- Mark Elderkin com Tommy Phillips.
- Sizwe Msutu com Themba.
- Thoko Ntshinga com Zukie.[3]

## Al voltant de la pel·lícula
La producció va començar al juliol de 2010 a False Bay, Ciutat del Cap, Sud-àfrica, i es va rodar durant sis setmanes en un petit vaixell amb taurons blancs reals. Després es va traslladar al Regne Unit durant tres setmanes de filmació als Estudis Pinewood en l'escenari submarí i als estudis Black Hangar en el seu tanc d'aigua extern. La banda sonora va ser escrita i interpretada per Mark Sayfritz. Els actors Halle Berry i Martinez es van conèixer el 2010 durant el rodatge de la pel·lícula i, el juliol del 2013, la parella va contraure matrimoni a França, fins al 2015 quan es van divorciar.